# Susan Ward
Michelle Susan Ward (ur. 15 kwietnia 1976 w Monroe w stanie Luizjana) – amerykańska aktorka telewizyjna i fotomodelka.
W jej żyłach płynie krew angielska i hiszpańska. Jej ojciec, Eddie, jest emerytowanym policjantem, a matka, Emily Sue, pracowała jako pielęgniarka w szpitalu psychiatrycznym. Ma starszego brata, Michaela.
W wieku 13 lat została odkryta przez lokalną agencję modelek. Niedługo potem podpisała kontrakt z agencją Eileen Ford w Nowym Jorku. Wkrótce się tam przeprowadziła i rozpoczęła naukę. Odnosiła znaczące sukcesy w modelingu, pozowała do zdjęć dla popularnych magazynów i gazet. Gdy miała lat 16 zdecydowała, że spróbuje swoich sił w aktorstwie. Wtedy to po raz pierwszy gościnnie pojawiła się w serialu Swans Crossing i Poison Ivy – New Seduction. W wieku 17 lat dostała rolę w serialu Wszystkie moje dzieci, wcieliła się tam w postać Camille. W serialu tym występowała przez 5 miesięcy, gdyż po tym okresie jej bohaterkę uśmiercono. 1995 przyniósł jej rolę Bree w młodzieżowym serialu Aarona Spellinga Malibu Shores. Następnie przyszły niewielkie, epizodyczne role m.in. w Herkulesie i Xenie: Wojowniczej Księżniczce.
W 1997 wzięła udział w castingu do amerykańskiej soap-opery Sunset Beach i otrzymała rolę Meg Cummings. To właśnie ta rola przyniosła jej największą popularność. Postać tę kreowała przez 3 lata. Latem 1999 na 6 miesięcy zniknęła z serialu, a postać jej bohaterki grana była przez ten okres przez Sydney Penny. Jednak w ostatnim, finałowym odcinku serialu pojawiła się raz jeszcze. W 2000 po raz pierwszy pojawiła się w pełnometrażowym thrillerze erotycznym The In Crowd ("Krąg wtajemniczonych"). Wcieliła się tam w postać Brittany Foster, bogatej dziewczyny należącej do ekskluzywnego klubu.
4 czerwca 2005 w Malibu wzięła ślub z Davidem Robinsonem, wiceprezesem Morgan Creek Studios, producenta The In Crowd. Ślubu udzielał jej własny lekarz ginekolog.

## Filmografia
- 1992: Swans Crosing rola epizodyczne
- 1995: Wszystkie moje dzieci (All My Children) jako Camille
- 1996: Plaże Malibu jako Bree
- 1996: Herkules jako Psyche
- 1997–1999: Sunset Beach jako Meg Cummings-Evans
- 1997: Xena: Wojownicza księżniczka jako Psyche
- 1997: Poison Ivy: The New Seduction jako Sandy
- 2000: Krąg wtajemniczonych (The In Crowd) jako Brittany Foster
- 2001: Going Greek jako Wendy
- 2001: Płytki facet (Shallow Hal) jako Jil
- 2001: Men, Women & Dogs jako Sandra
- 2002: Would I lie to you? jako Olivia
- 2002: Przyjaciele (Friends) jako Hayley (epizod w jednym z odcinków)
- 2003: Boomtown jako Layla
- 2004: Dzikie żądze 2 (Wild Things 2) jako Britney Havers
- 2004: CSI: Kryminalne zagadki Miami jako Ginger Wadley
- 2005: CSI: Kryminalne zagadki Las Vegas jako Tanya Rollins
- 2005: Cruel World jako Ashley
- 2005: Just Legal jako Kate Manat
- 2006: Zombie (Dead & Deader) jako Holly
- 2009–2011: Za wszelką cenę (Make It or Break It) jako Chloe Kmetko